# Th (二合字母)
Th（小寫為 th）是阿爾巴尼亞語、斯瓦希里語及冰島語轉寫等之語言的字母。

## 拉丁字母用途
- 阿爾巴尼亞字母之一個二合字母，為第29個字母[1]。亦為斯瓦希里語中之一個二合字母[2]，都是用來表達清齒擦音 /θ/。與這個音對應的濁齒擦音 /ð/ 拼作dh。
- 於英語，無論是清齒擦音的/θ/(IPA) = /T/(X-SAMPA)或濁齒擦音的/ð/ = /D/，一律拼作 th。而且 th 並不視為一個字母，而是兩個字母。
- 於法語和德語，th 都讀作 /t/。
- 於部份凱爾特語，th 用來拼寫弱化後的t [3]。

## 轉寫用途
- 冰島語字母ð（eth）和þ（thorn）的轉寫一律寫作th [4]。

## 參看
- 清齒擦音